# Пали (Раджастхан)
Пали или Пали-Марвар (англ. Pali, хинди पाली) — город в северо-западной части Индии, в штате Раджастхан, административный центр округа Пали.

## География
Город находится в центральной части Раджастхана, на берегу реки Банди, в регионе Марвар. Абсолютная высота — 213 метров над уровнем моря.
Пали расположен на расстоянии приблизительно 270 километров к юго-западу от Джайпура, административного центра штата и на расстоянии 480 километров к юго-западу от Дели, столицы страны. Ближайший аэропорт находится в городе Джодхпур.

## Демография
По данным официальной всеиндийской переписи 2001 года, население составляло 187 641 человека, из которых мужчины составляли 52,2 %, женщины — соответственно 47,8 %. Уровень грамотности населения составлял 68,2 % (при среднем по Индии показателе 59,5 %).
Динамика численности населения города по годам:
| 1991    | 2001    | 2011    |
| ------- | ------- | ------- |
| 136 842 | 187 641 | 229 956 |

## Экономика
Пали является важным промышленным центром Раджастхана. Основа экономики города — предприятия текстильной промышленности. Кроме того, на территории города расположены специализированные предприятия по обработке мрамора, а также по производству текстильных композитных материалов.
В Пали находится крупный целлюлозно-бумажный комбинат.

## Достопримечательности
В 12 километрах от города на автомобильной трассе NH 62 располагается уникальный индуистский храм Буллит-Баба, предметом поклонения в котором является священный мотоцикл марки Royal Enfield Bullet.